# 上蒙蒂斯
上蒙蒂斯是巴西马拉尼昂州的一个市镇。总面积1338.39平方公里，总人口8798人，人口密度6.6人/平方公里。